# Taharot
Taharot (hebrejsko טָהֳרוֹת, dobesedno čistost, očiščenje) je šesti in zadnji del Mišne, Tosefte in Talmuda. Taharot obsega 12 razprav, ki obravnavajo  razlike med  čistim in nečistim in družinsko čistost:
1. Kelim (כלים, Posode, orodja): trideset poglavij. Keilim podrobno obravnava predpise o obredni nečistosti, stopnjah in vrsti nečistosti, raznih posodah (keramičnih, kovinskih, lesenih, usnjenih), oblačilih in tkaninah in o mogoči obredni nečistoči zaradi stika z njimi.
2. Ohalot (אוהלות, Šotori): sedemnajst poglavij. Nadaljevanje razprave o nečistosti in mogočih izvorih nečistosti: šotor, hiša, košara, grob, sod, vodnjak, puščajoča streha in drugo.
3. Negaim (נגעים, Pege, madeži, rane), dvanajst poglavij. Razprave o vrstah in videzu različnih peg, izrastkov, ki kažejo na kožne bolezni, gub, pregledu, znakih in vrstah okužb, kužnosti oblačil in hiš in očiščenju gobavcev.
4. Para (פרה, Krava), dvanajst poglavij. Razprave o starozaveznih predpisih o rdeči kravi (para adumah) in pripravi vode za škropljenje.
5. Taharot (טהרות, Očiščenje), deset poglavij. Obravnava pojem nečistih stvari, predvsem lažje obredne nečistoče jedi, pijač, olja in vina, sumljivih primerih nečistoče in možnosti prenosa nečistoče z nevednega na učenega človeka.
6. Mikvaot (קואות, Obredna kopališča), deset poglavij. Razprave in predpisi za kopališča (mikveh), količini vode (izvirske, tekoče ali deževnice), ki jo mora vsebovati bazen (najmanj 268 L), in obvezi in prepovedi kopanja.
7. Nida (נידה, Ločitev), deset poglavij. Razprave o ženski med menstrualnim ciklom in po porodu.
8. Mahširin (מכשירין, Predpriprava), šest poglavij. Razprava se imenuje tudi Maškin, ker obravnava, kako  z dotikom suhe snovi jed ostane čista, če je snov vlažna, pa postane nečista. Pogoje za nečistost torej ustvarja tekočina. Z ustrezno predpripravo tekočin postanejo jedi sprejemljive.
9. Zavim (זבים, Izlivi (semena)), pet poglavij. Razprave in predpisi o spolni nečistoči, ki izvirajo iz starozaveznih higiensko-sanitarnih  predpisov.
10. Tevul jom (טבול יום,  dobesedno Potopljen [na ta] dan), Dnevna kopel), štiri poglavja. Predpisi o obvezi nečistega človeka, da se okopa pred sončnim zahodom.
11. Jadajim (ידיים, Roke), tri poglavja. Razprave o umivanju rok, vodi za umivanje, o samem umivanju in stvareh, ki umažejo roke.
12. Ukcin (עוקצים, Bodice, trnje), tri poglavja. Zelo zapletena razprava o bodicah, trnju, koščicah in lupini nečistega sadja.

## Vrstni red razprav
Tradicionalno razmišljanje o vrstnem redu razprav (po Maimonidu) je naslednje. Kelim je prvi, ker  navaja  vrste  nečistosti in določa, na katere predmete se različne nečistosti nanašajo. Sledi Ohalot, ki opiše najresnejše nečistosti. Negaim je naslednji po resnosti nečistosti, ker lahko na primer truplo pokojnika resno ogrozi čistost šotora. Para opiše čiščenje že opisanih resnih nečistosti. Sledijo manj resne nečistosti (Taharot) in metode za njihovo čiščenje, na primer obredno umivanje (Miikvaot). Z manj resnimi nečistostmi se ukvarja tudi Nida, vendar obravnava samo ženske. Mahširin, Zavim in Tevul jom sledijo Nidi po svetopisemskem redu.  Naslednja stopnja so nečistosti, povezane samo z rabini (Jadajim). Zadnji je Ukcin, ki nima svetopisemske podlage in je nastal iz zaključkov modrecev.
Babilonska gemara obstaja samo za razpravo Nida, ker se je večina zakonov o čistosti nanašala na Tempelj, ki ga v Babiloniji ni bilo. Jeruzalemski talmud pokriva samo štiri poglavja Nide.

## Vira
1. ↑  Eugen Werber: Talmud, Otokar Keršovani-Rijeka, 1982, str. 60-61.
2. ↑  Isidore Singer in drugi (uredniki, 1901–1906): Ṭohorot,  Jewish Encyclopedia. New York: Funk & Wagnalls Company. Pridobljeno 16. avgusta  2013.